# Zăbala, Covasna
Zăbala (în maghiară Zabola) este satul de reședință al comunei cu același nume din județul Covasna, Transilvania, România. Se află în partea de est a județului,  în Depresiunea Târgu Secuiesc.

## Monumente istorice

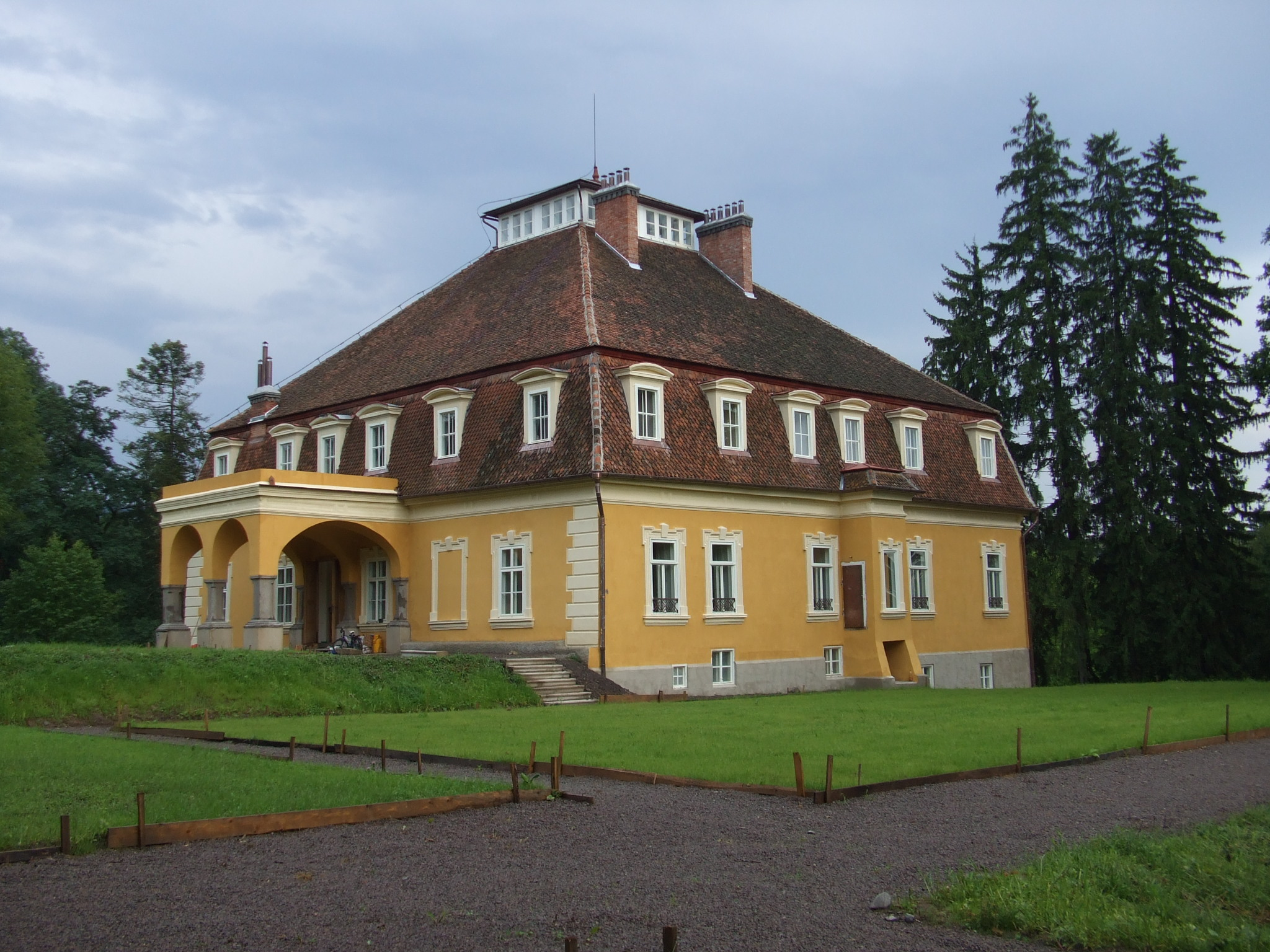
Castelul Mikes

- Biserica Reformată-Calvină (din secolul al XV-lea).
- Castelul Mikes (din secolele XVII-XIX).
- Biserica ortodoxă „Adormirea Maicii Domnului” (din anul 1828).

## Instituții de cultură
- Muzeul Etnografic Ceangăiesc, care funcționează ca unitate externă a Muzeului Național Secuiesc din Sfântu Gheorghe, expune o colecție de artă populară a maghiarilor din Moldova și despre viața cotidiană a comunităților de ceangăi. Sunt prezentate porturi populare, produse meșteșugărești și interioare tradiționale, mobilate caracteristic comunităților din satele ceangăiești.[4]

## Personalități
- Kelemen Mikes (1690-1761), scriitor
- Imre Mikó (1805-1876), guvernator al Transilvaniei
- János Mikes (1876-1945), episcop al Diecezei de Szombathely între anii 1911-1935